# Иодид аммония
Йодид аммония — неорганическое соединение, соль аммония и иодистоводородной кислоты с формулой NH4I, бесцветные кристаллы, хорошо растворимые в воде.

## Получение
- Растворение аммиака в йодистоводородной кислоте:

{\displaystyle {\mathsf {NH_{3}+HI\ {\xrightarrow {}}\ NH_{4}I}}}
- Разложение карбоната аммония йодистоводородной кислотой:

{\displaystyle {\mathsf {(NH_{4})_{2}CO_{3}+2HI\ {\xrightarrow {}}\ 2NH_{4}I+CO_{2}\uparrow +H_{2}O}}}

## Физические свойства
Иодид аммония образует бесцветные кристаллы нескольких модификаций:
- α-модификация: кубическая сингония, пространственная группа F m3m, параметры ячейки a = 0,7258 нм, Z = 4.
- β-модификация: кубическая сингония, пространственная группа P m3m, параметры ячейки a = 0,438 нм, Z = 1 (-17°С).
- γ-модификация: тетрагональная сингония, пространственная группа P 4/nmm, параметры ячейки a = 0,618 нм, c = 0,437 нм, Z = 2.

Хорошо растворяется в воде, этаноле, ацетоне. Не образует кристаллогидратов.
Твёрдый иодид аммония и его водные растворы при длительном хранении желтеют вследствие окисления.

## Химические свойства
- При нагревании возгоняется с разложением:

{\displaystyle {\mathsf {NH_{4}I\ \xrightarrow {>404,7^{o}C} \ \ NH_{3}+HI}}}
- Окисляется концентрированными кислотами-окислителями[1]:

{\displaystyle {\mathsf {8NH_{4}I+9H_{2}SO_{4}\ \xrightarrow {30-50^{o}C} \ 8NH_{4}HSO_{4}+4I_{2}+H_{2}S\uparrow +4H_{2}O}}}
{\displaystyle {\mathsf {2NH_{4}I+4HNO_{3}\ \xrightarrow {100^{o}C} \ I_{2}+2NO_{2}\uparrow +2H_{2}O+2NH_{4}NO_{3}}}}
- Разлагается  щелочами:

{\displaystyle {\mathsf {NH_{4}I+NaOH\ {\xrightarrow {100^{o}C}}\ NH_{3}\uparrow +NaI+H_{2}O}}}
- Водные растворы на свету медленно окисляются:

{\displaystyle {\mathsf {5NH_{4}I+H_{2}O+O_{2}\ {\xrightarrow {h\nu }}\ NH_{4}(I_{3})+I_{2}\uparrow +4NH_{3}}}}
- Растворяет иод:

{\displaystyle {\mathsf {5NH_{4}I+I_{2}\ {\xrightarrow {}}\ NH_{4}(I_{3})}}}
- Является слабым восстановителем:

{\displaystyle {\mathsf {10NH_{4}I+2KMnO_{4}+8H_{2}SO_{4}\ {\xrightarrow {}}\ 5I_{2}+2MnSO_{4}+5(NH_{4})_{2}SO_{4}+8H_{2}O+K_{2}SO_{4}}}}

## Применение в химии
- Для получения других иодидов.
- Катализатор полимеризации.